# Elisa Wong

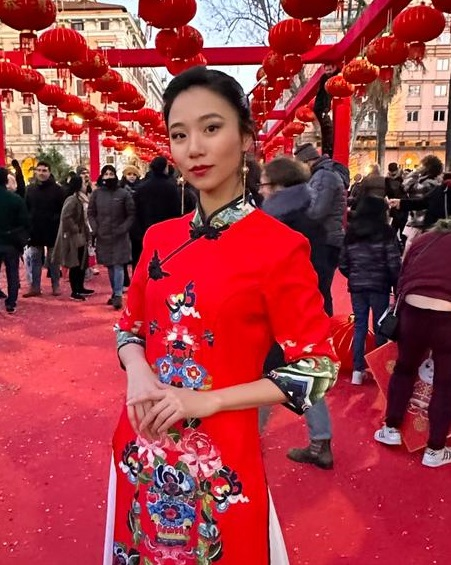
Elisa Wong Festival de las lanternas Roma Italia 2023

Elisa Wong (Pekín, 12 de diciembre de 1996) es una actriz italiana de origen chino.
Nacida en Pekín, China, después de unos años en Changchun creció en Roma, Italia. Licenciada en Economía y Gestión por la Luiss Guido Carli, luego de una breve experiencia en una firma de contabilidad decidió dedicarse a tiempo completo a su carrera actoral.
Debutó en 2017 con la película Una familia (2017), dirigida por Sebastiano Riso. Ese mismo año posó para la publicidad de Sprite Zero.
En el 2018 apareció en el videoclip de la canción Bye Bye de la cantante Annalisa.
Hizo su debut televisivo en 2021, interpretando a Robbi en la serie Cero de Netflix. Ese mismo año posó para la publicidad de Gucci 100 Years y Costa Crociere.
En 2022 protagonizó la segunda temporada de POV—I primi anni, distribuida por Rai Gulp, como Stella. Ese mismo año interpretó a la traductora en la serie The Net—Gioco di Squadra, distribuida en RaiPlay, y participó en los anuncios de Sushi Daily, la oficina de turismo de Arabia Saudita y los puntos de venta The Mall.
En 2023, interpretó a Kumiko en la serie Il Clandestino, transmitida por Rai1, y en la serie Love Club! de Amazon Prime Video, donde interpretó a Yan y apareció en comerciales de MoneyGram y Eni. También en 2023 formó parte de la película Indagine su una storia d'amore, dirigida por Gianluca Maria Tavarelli.
Ese mismo año, comenzó a filmar la tercera temporada de Doc-en tus manos como la nueva residente Lin Wang.

## Filmografía
| Año  | Título                         |
| ---- | ------------------------------ |
| 2017 | Una famiglia                   |
| 2019 | Appena un minuto               |
| 2023 | Indagine su una storia d'amore |
| 2023 | In fuga con Babbo Natale       |

## Televisión
| Año  | Título                     | Personaje  |
| ---- | -------------------------- | ---------- |
| 2021 | Zero                       | Robbi      |
| 2022 | POV - i primi anni         | Stella     |
| 2022 | The Net - Gioco di squadra | translator |
| 2023 | Il clandestino             | Kumiko     |
| 2023 | The Love Club!             | Yan        |
| 2023 | DOC nelle tue mani         | Wang Lin   |

## Videos musicales
| Año  | Título  | Artista  |
| ---- | ------- | -------- |
| 2018 | Bye Bye | Annalisa |